# Karol Krysiński
Karol Krysiński (ur. 1838, zm. 1877 ?) – pułkownik w powstaniu styczniowym, komisarz wojenny województwa podlaskiego do 14 września 1863 roku.
Jako naczelnik wojskowy Międzyrzeca miał przeprowadzić w nocy z 22 na 23 stycznia 1863 atak na miasto, do czego z nieustalonych przyczyn jednak nie doszło. Jako adiutant pułkownika Walentego Lewandowskiego dowodził jego jazdą powstańczą. Od 21 lutego naczelnik powiatu bialskiego, od 23 marca dowodził w zastępstwie rannego dowódcy. Działał na terenie 3 województw i stoczył ponad 30 większych bitew i potyczek. 
Brał udział w bitwach m.in.: pod Chruśliną, Żyrzynem, Fajsławicami, i Rossoszem. 
Po bitwie pod Malinówką (21 listopada 1863) jego oddział uległ rozproszeniu a on sam po 1 grudnia znalazł się w Galicji. Za porzucenie oddziału gen. Michał Heydenreich oddał go pod sąd wojenny, który odebrał mu dowództwo. Rząd Narodowy udzielił mu nagany i polecił powrót na pole walki. W lutym 1864 Krysiński zorganizował nowy oddział w lubelskiem. Ostatnią bitwę stoczył 21 kwietnia pod Zawieprzycami. 
Wyemigrował do Francji. Tam w 1868 został potępiony i wykluczony ze społeczności emigracyjnej za głoszenie panslawizmu i idei podporządkowania Polski Rosji. Ok. 1871 osiadł we Lwowie. W 1876 znalazł się na liście III Oddziału Kancelarii Osobistej Jego Cesarskiej Mości jako kandydat na szpiega lub prowokatora rosyjskiego. Dalsze jego losy są nieznane. 
Jest patronem Szkoły Podstawowej w Rudnikach. 